# Chetogena platensis
Chetogena platensis är en tvåvingeart som först beskrevs av Brethes 1922.  Chetogena platensis ingår i släktet Chetogena och familjen parasitflugor. Inga underarter finns listade i Catalogue of Life.